# Dénes Berinkey

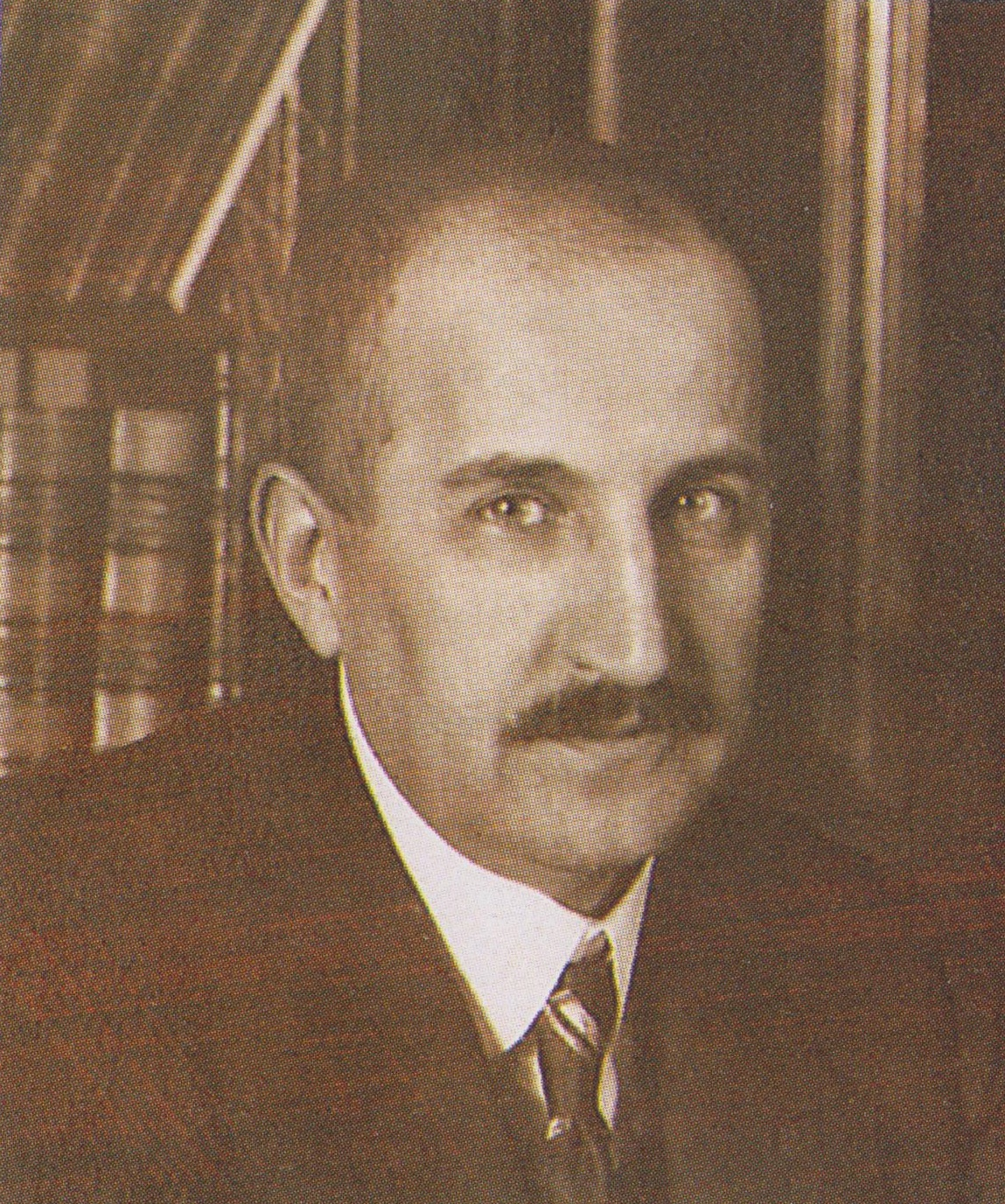
Dénes Berinkey

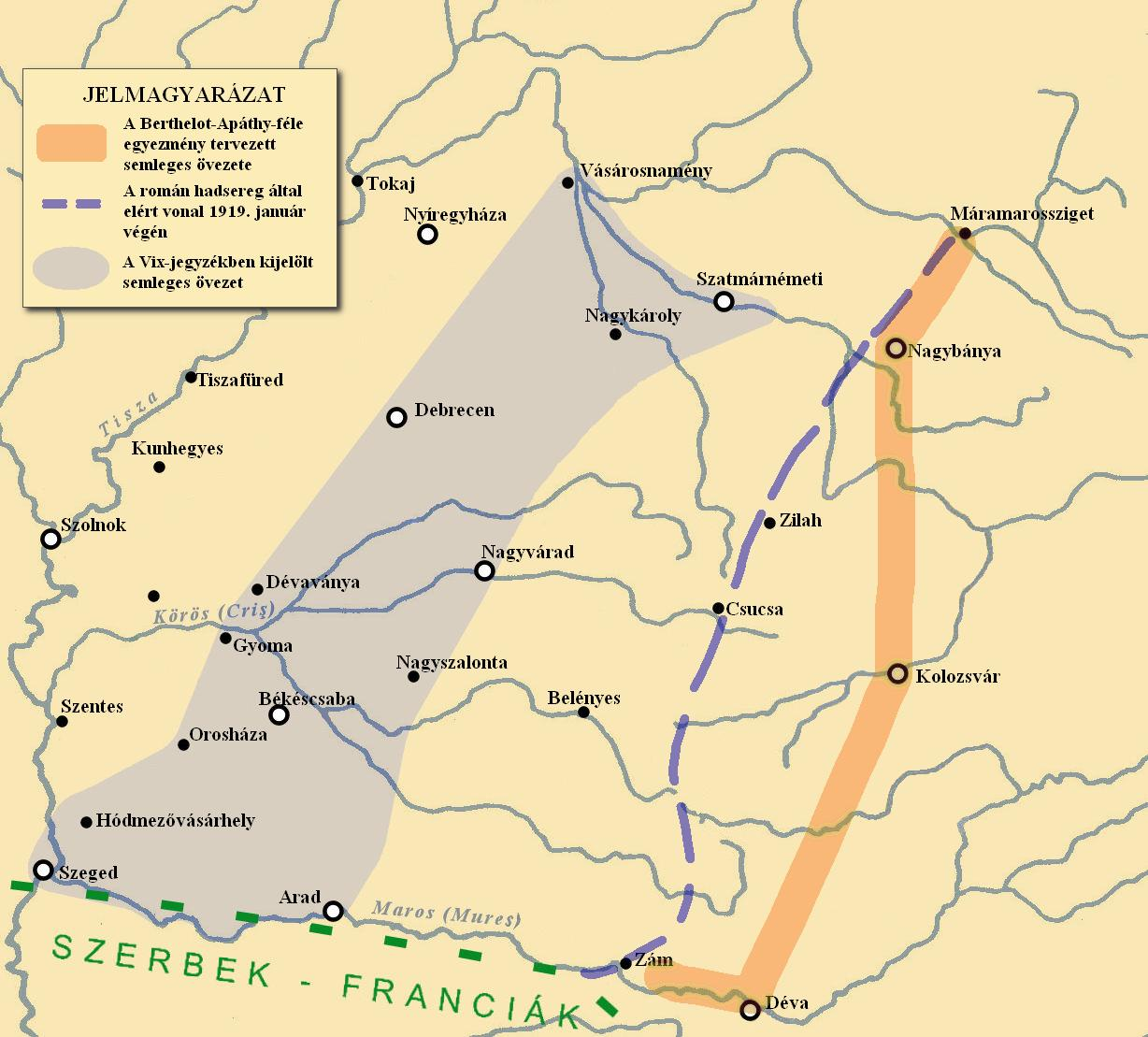
Die Neutrale Zone in Ungarn aufgrund der Pariser Friedenskonferenz 1919

Dénes Berinkey (* 17. Oktober 1871 in Csúz, Österreich-Ungarn; † 25. Juni 1944 in Budapest) war ein ungarischer Politiker und kurzzeitig Ministerpräsident.

## Biografie
Berinkey studierte nach dem Schulbesuch Rechtswissenschaft und war nach Beendigung des Studiums als Rechtsanwalt tätig. Zwischen 1914 und 1918 war er Lehrer an der Handelsakademie.
Am 4. November 1918 wurde er von Ministerpräsident Mihály Károlyi zum Justizminister in dessen Kabinett berufen.
Nachdem dieser am 16. November 1918 die Republik ausgerufen hatte und am 11. Januar 1919 zum ersten Staatspräsidenten gewählt wurde, folgte ihm Berinkey am 18. Januar 1918 als Ministerpräsident und übernahm zugleich vom 19. Januar bis zum 24. Januar 1919 das Amt des Außenministers. Am 20. März 1919 ordnete Frankreich durch die nach dem Leiter der französischen Militärmission, Oberstleutnant Fernand Vix, benannte Vix-Note den weiteren Rückzug ungarischer Truppen in das ungarische Staatsgebiet an, wobei diese militärischen Linien als das zukünftige Staatsgebiet angesehen wurden.
Nach der Anerkennung dieser Note, die die territoriale Integrität des Landes gefährdete, trat Berinkey mit seinem Kabinett am 22. März 1919 zurück, unmittelbar nach Ausrufung der Ungarischen Räterepublik unter Béla Kun.
1920 nahm er dann seine Tätigkeit als Rechtsanwalt wieder auf und verfasste daneben Fachaufsätze zu den Themen Internationales Recht, Zivilrecht und Strafrecht.